# Aleksandr Lodygin
Aleksandr Nikoláyevich Lodyguin (Александр Николаевич Лодыгин, en ruso) (18 de octubre de 1847–18 de marzo de 1923) fue un ingeniero eléctrico ruso a quien se le atribuye la invención del bulbo de luz incandescente.

## Biografía

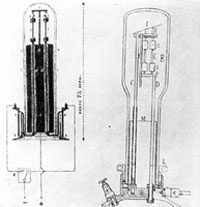
Lámpara Incandescente de Lodyguin

Aleksandr Nikoláyevich Lodyguin nació en la villa de Sténshino, del gobierno de Tambov, en la actual Rusia. Sus padres pertenecían a una noble y ancestral familia (descendientes de Andréi Kobyla como los Románov). Estudió en la Escuela de Cadetes de Tambov (1859-1865). Luego prestó servicio en el 7.º regimiento de Beliov, y durante los años de 1866-1868 estudió en la Escuela de Infantería de Moscú. Poco tiempo después de su graduación se retiraría de la milicia, ingresando como trabajador en la fábrica de armas de Tula.
En 1872 decide mudarse a San Petersburgo para cursar estudios en el Instituto de Tecnología de San Petersburgo y empezar a trabajar en la fabricación de un helicóptero eléctrico (electroliot). Una de las necesidades de diseño de dicho artefacto consistía en el sistema de iluminación artificial, razón por la cual Aleksandr decide emprender la tarea de construir un elemento luminoso eléctrico.
El 11 de julio de 1874, se le otorga la patente rusa núm. 1619 (la cual había solicitado en 1872) para su Lámpara de filamento  incandescente. Lodyguin también patentaría su invento en Austria, Gran Bretaña, Francia y Bélgica.
En la lámpara de Lodygin, una delgada barra de carbón de retorta, encerrada en una bombilla de vidrio, era el cuerpo incandescente. En agosto de 1873, Lodygin demostró su lámpara incandescente en el auditorio de física del Instituto de Tecnología de San Petersburgo. En 1873-1874 trabajó en experimentos de iluminación de naves, establecimientos industriales y calles.
Durante la década de 1890, Lodygin inventó varios tipos de lámparas incandescentes con filamentos metálicos; fue el primero en utilizar tungsteno como cuerpo incandescente. También construyó dispositivos de calefacción eléctrica, hornos eléctricos para fundir metales y minerales, y respiradores con producción electrolítica de oxígeno. Otros trabajos se referían a la tracción eléctrica y la electrificación de la industria artesanal. Fue uno de los fundadores del departamento de ingeniería eléctrica de la Sociedad Técnica Rusa y de la revista Elektrichestvo (Electricidad). Desde principios de la década de 1880 hasta 1905 y después de 1916, Lodygin trabajó en el extranjero. Murió en los Estados Unidos.

## Premios y reconocimientos
En 1874 , la Academia de Ciencias de San Petersburgo otorgó a Lodygin el Premio Lomonosov por la invención de la lámpara. En 1899, el Instituto de Ingeniería Eléctrica de San Petersburgo le otorgó un título honorario de ingeniero eléctrico .

## Eponimia
- El cráter lunar Lodygin lleva este nombre en su memoria.[1]